# Australodynerus yanchepensis
Australodynerus yanchepensis är en stekelart som beskrevs av Giordani Soika. Australodynerus yanchepensis ingår i släktet Australodynerus och familjen Eumenidae. Utöver nominatformen finns också underarten A. y. nigrithorax.